# Orvanne (commune)
Pour les articles homonymes, voir Orvanne.
Orvanne est une ancienne commune nouvelle française, située dans le département de Seine-et-Marne, en région Île-de-France, qui a fusionné le 1er janvier 2016 avec les deux communes voisines d'Épisy et de Montarlot pour former la commune nouvelle de Moret Loing et Orvanne.

## Géographie

### Composition
La commune nouvelle est formée par la réunion des 2 anciennes communes :
| Nom                     | Code Insee | Intercommunalité        | Superficie (km2) | Population (dernière pop. légale) | Densité (hab./km2) |
| ----------------------- | ---------- | ----------------------- | ---------------- | --------------------------------- | ------------------ |
| Moret-sur-Loing (siège) | 77316      | CC Moret Seine et Loing | 4,94             | 4 305 (2012)                      | 871                |
| Écuelles                | 77166      | CC Moret Seine et Loing | 11,81            | 2 489 (2012)                      | 211                |

### Hydrographie
voir Moret-Loing-et-Orvanne

## Toponymie
Orvanne tire son nom de la rivière homonyme qui se jette dans le Loing sur le territoire de la commune.

## Histoire
La commune est créée le 1er janvier 2015 par la fusion des deux communes d'Écuelles et de Moret-sur-Loing, sous le régime juridique des communes nouvelles instauré par la loi no 2010-1563 du 16 décembre 2010 de réforme des collectivités territoriales.
Le 1er janvier 2016, les communes d'Épisy et de Montarlot rejoignent la commune d'Orvanne pour former celle de Moret Loing et Orvanne.

## Politique et administration

### Siège
La mairie de la commune nouvelle était en mairie de l'ancienne commune de Moret-sur-Loing, 26 rue Grande.

### Rattachements administratifs et électoraux
Moret Loing et Orvanne faisait partie de l'arrondissement de Fontainebleau et le canton de Montereau-Fault-Yonne.

### Intercommunalité
La commune faisait partie de la communauté de communes Moret Seine et Loing, comme l'étaient les anciennes communes qui la constituent.

### Administration municipale
Pour le mandat de 2015, le conseil municipal est composé de l'ensemble des conseillers des deux anciennes communes, soit 46 membres.

### Liste des maires
| Période         | Période          | Identité         | Étiquette | Qualité |
| --------------- | ---------------- | ---------------- | --------- | --- |
| 17 janvier 2015 | 31 décembre 2015 | Patrick Septiers | UDI       | Enseignant en économie et gestion des entreprises Maire de Moret-sur-Loing (1989 → 2014) puis de Moret Loing et Orvanne (2016) puis de Moret-Loing-et-Orvanne (2017 → 2018) Conseiller général de Moret-sur-Loing (1992 → 2004) Conseiller départemental de Montereau-Fault-Yonne (2015 →) Vice-président (2015 → 2018) puis président (2018 →) du conseil départemental de Seine-et-Marne Président de la CC Moret Seine et Loing (2001 →) |

Avant le 1er janvier 2014, il convient de se référer aux articles concernant Écuelles et Moret-sur-Loing. Après le 31 décembre 2015, les maires sont listés dans l'article relatif à Moret-Loing-et-Orvanne.

## Population et société

### Démographie
L'évolution du nombre d'habitants est connue à travers les recensements de la population effectués dans la commune depuis 2013. À partir du 1er janvier 2009, les populations légales des communes sont publiées annuellement dans le cadre d'un recensement qui repose désormais sur une collecte d'information annuelle, concernant successivement tous les territoires communaux au cours d'une période de cinq ans. 
Pour les communes de moins de 10 000 habitants, une enquête de recensement portant sur toute la population est réalisée tous les cinq ans, les populations légales des années intermédiaires étant quant à elles estimées par interpolation ou extrapolation. Pour la commune, le premier recensement exhaustif entrant dans le cadre du nouveau dispositif a été réalisé en 2013,.
En 2013, la commune comptait 6 777 habitants.
| 2013  |
| ----- |
| 6 777 |

## Pour approfondir